# Folk-art

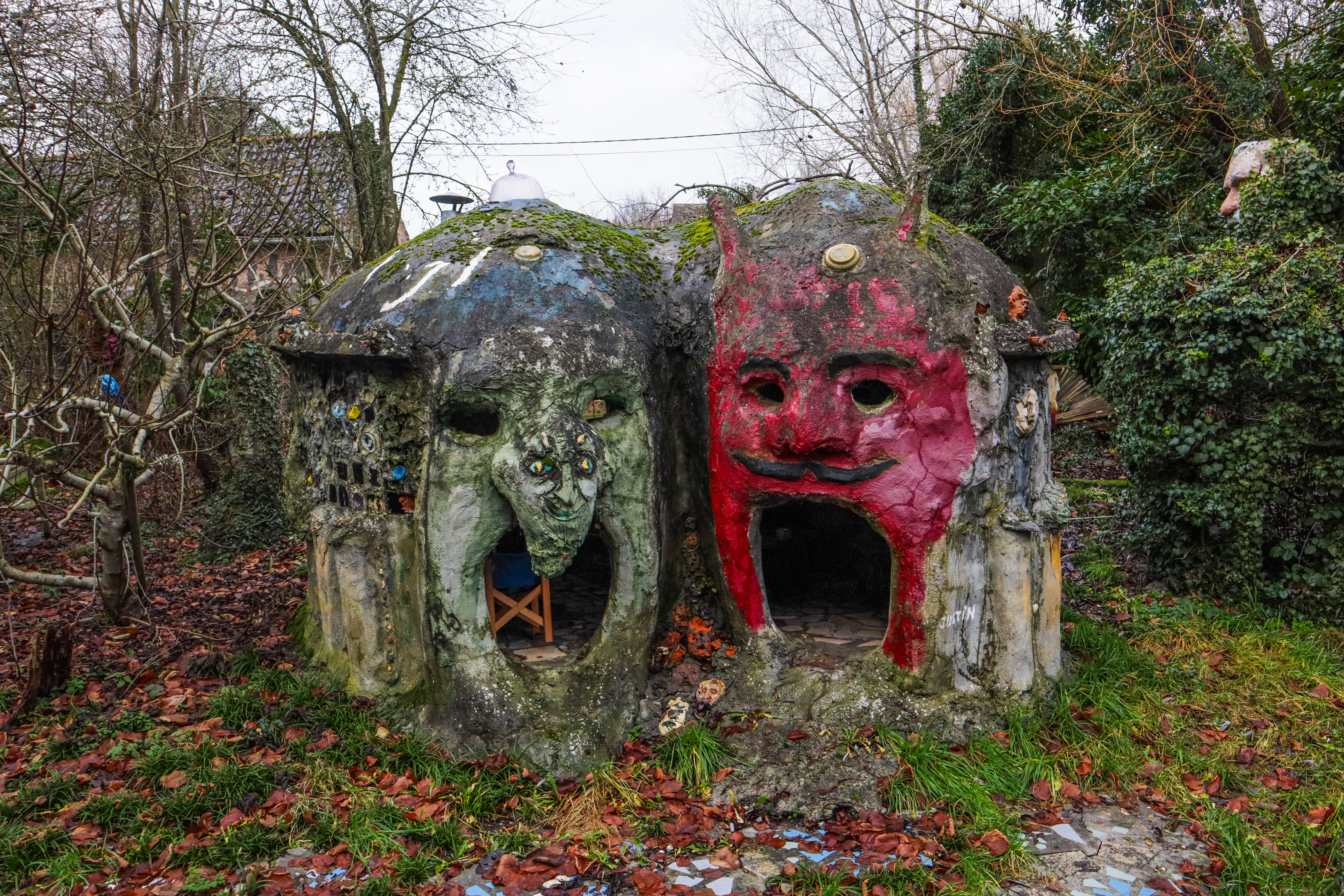
Justin et Justine, sculpture habitable de Jacques Vandewattyne

Le folk-art est un mouvement artistique lancé à Ellezelles en 1974 par l'artiste belge Jacques Vandewattyne avec la publication de son ouvrage Manifeste du folk-art.

## Historique
En 1974, l’artiste pluridisciplinaire Jacques Vandewattyne – alias Watkyne – publie le Manifeste du folk-art et lance ainsi officiellement ce mouvement artistique auquel se rattache l’ensemble de ses créations depuis ses débuts dans l’art. Dans son ouvrage, il y décrit le folk-art comme une attitude artistique fortement teintée de régionalisme qui œuvre à la mise en valeur et à la transmission des traditions populaires dans tous les domaines artistiques. En d’autres termes, le folk-art mélange art et folklore local.
Le Folk Art n’est pas une technique, encore moins une recette, mais une attitude artistique fortement teintée de régionalisme. Il œuvre à la mise en valeur et à la transmission des traditions populaires et cela dans tous les domaines artistiques : peinture, sculpture, musique, chanson, théâtre… (Jacques Vandewattyne, 1974)

## Caractéristiques
Selon Jacques Vandewattyne, le folk-art est un témoignage d’une époque, d’une région et de son terroir. Le folk-artiste puise son inspiration auprès de ses concitoyens, il doit dépasser sa peinture et contribuer à sauver, à sauvegarder le patrimoine, le folklore, les traditions, le savoir-faire local, mais également lutter contre l’uniformisation de la société. Watkyne ne prône pas un retour en arrière ou un régionalisme exacerbé mais selon lui le passé doit être source d’enseignement.

## Artistes
Au-delà de Jacques Vandewattyne, aucun artiste ne se revendique adepte du folk-art (folk-artiste). Néanmoins, une infinité d’entre eux pourraient être rattachés à ce mouvement, c’est le cas de Michel Provost, Christian Pieman, James Ensor, Christian Carlier, Clément Jacques-Vossen, Olivier Surin, Claude Michel Celse,…